# Хендри, Джек
Джек Хендри (англ. Jack Hendry; род. 7 мая 1995, Глазго) — шотландский футболист, защитник клуба «Аль-Иттифак» и сборной Шотландии. Участник двух чемпионатов Европы 2020 и 2024 годов.

## Клубная карьера
Хендри — воспитанник клубов «Селтик», «Данди Юнайтед», английского «Питерборо Юнайтед» и «Партик Тисл». 23 мая 2015 года в матче против «Мотеруэлла» он дебютировал в шотландской Премьер-лиге в составе последнего. Летом того же года Дуглас перешёл в «Уиган Атлетик». 6 октября в матче Кубка английской лиги против «Кру Александра» он дебютировал за основной состав. В начале 2016 года для получения игровой практики Хендри на правах аренды перешёл в «Шрусбери Таун». 9 апреля в матче против «Миллуолла» он дебютировал в Первой лиге Англии. Летом того же года Джек был отдан в аренду в «Милтон-Кинс Донс». 18 октября в матче против «Бристоль Роверс» он дебютировал за новую команду.
Летом 2017 года Хендри перешёл в «Данди». 5 августа в матче против «Росс Каунти» он дебютировал за новый клуб. В этом же поединке Джек забил свой первый гол за «Данди».
В начале 2018 года Хендри перешёл в «Селтик», подписав контракт на четыре с половиной года. Сумма трансфера составила 1,4 млн. евро. 3 февраля в матче против «Килмарнока» он дебютировал за основной состав.
13 июля 2020 года на правах аренды перешёл в бельгийский «Остенде». 12 сентября 2020 года дебютировал в Лиге Жюпиле в выездном матче против «Мехелена» и забил свой первый гол на 90+5 минуте игры, принеся победу своей команде со счётом 0:1. По окончании сезона клуб выкупил его контракт, но летом того же года продал его в «Брюгге». Хендри подписал контракт на 4 года. 10 сентября в матче против «Остенде» он дебютировал за новый клуб. 31 августа 2021 года игрок подписал 4-летний контракт с клубом «Брюгге».
1 сентября 2022 года Хендри на правах аренды с правом выкупа перешёл в итальянский «Кремонезе». Хендри дебютировал в Серии А в матче против «Аталанты»..
26 июля 2023 года Хендри присоединился к саудовскому клубу «Аль-Иттифак». 14 августа в матче против «Аль-Насра» он дебютировал в чемпионате Саудовской Аравии.

## Международная карьера
27 марта 2018 года в товарищеском матче против сборной Венгрии Хендри дебютировал за сборной Шотландии. 2 июня 2021 года в поединке против сборной Нидерландов Джек забил свой первый гол за национальную команду.
В 2021 году Хендри принял участие в чемпионате Европы. На турнире он сыграл в матче против сборной Чехии.
В 2024 году Хендри во второй раз принял участие в чемпионате Европы в Германии. На турнире он сыграл в матчах против сборных Германии, Швейцарии и Венгрии.

### Голы за сборную Шотландии
| # | Дата             | Место                           | Противник  | Счёт | Результат | Соревнование      |
| - | ---------------- | ------------------------------- | ---------- | ---- | --------- | ----------------- |
| 1 | 2 июня 2021      | Алгарве, Фару, Португалия       | Нидерланды | 0:1  | 2:2       | Товарищеский матч |
| 2 | 29 марта 2022    | Эрнст Хаппель, Вена, Австрия    | Австрия    | 0:1  | 2:2       | Товарищеский матч |
| 3 | 24 сентября 2022 | Хэмпден Парк, Глазго, Шотландия | Ирландия   | 1:1  | 2:1       | ЛН 2022/23        |

## Достижения

### «Селтик»
- Чемпион Шотландии (2): 2017/18, 2018/19
- Обладатель Кубка Шотландии (2): 2017/18, 2018/19
- Обладатель Кубка шотландской лиги: 2018/19

### «Брюгге»
- Чемпион Бельгии: 2021/22
- Обладатель Суперкубка Бельгии: 2022